# 卡吕柏斯人

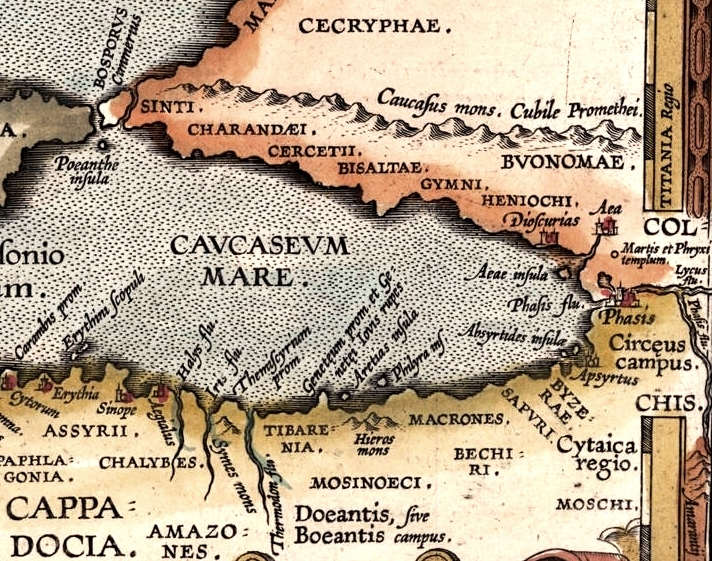
在1624年由亚伯拉罕·奥特柳斯制作的阿爾戈英雄航行地图中出现的“卡吕柏斯（Chalybes）”

卡吕柏斯人（羅馬化：Khalibebi）或卡尔迪人（羅馬化：Chaldoi，羅馬化：Xałtik'），是古典时代作家提到的居住于安納托利亞北部本都和卡帕多细亚的族群，其领土被称为卡尔迪亚（或译作“加尔底亚”），范围从哈里斯河到法尔纳基亚和特拉布宗。根据罗德岛的阿波罗尼奥斯所称，卡吕柏斯人属于斯基泰人。
卡尔迪人、卡吕柏斯人、莫西奈克人和提巴列尼人，被古典时代作家称作第一批铁匠民族。其部落名在古希腊语中用来指“钢”，该术语传到拉丁语变为了。塞伊斯（Sayce）将追溯至赫梯語（“哈里斯河之地”）。该名词不仅是一个族群或部落的名称，还是希腊语一个用于指“黑海海岸贸易铁的族群”或“一群专业的铁匠”的通用词汇。
关于卡尔迪人（Chaldoi）历史的主要来源出自一些古典时代作家，包括荷马、斯特拉波和色诺芬。在色诺芬的著作《居鲁士的教育》中，居鲁士二世帮助亚美尼亚人和卡尔迪亚人解决了农业土地纠纷。普魯塔克提及，罗马时期加尔底人（Chaldaei，与闪族的迦勒底人同音但并无关联）居住于本都和卡帕多细亚。老普林尼则提及了一个名为亚美尼亚卡吕柏斯（Armenochalybes）的部落居于特拉布宗和亚美尼亚。
尽管古希腊人认为卡吕柏斯人属于斯基泰人，但是现代历史学家认为他们属于格鲁吉亚人部落。历史学家卡利斯特拉特·萨莉亚称卡吕柏斯人属于格鲁吉亚族群是“无可争议的”。根据其说法，来自今日土耳其境内使用特韦利亞语系的赞斯人，是他们的后代。然而，卡尔迪亚语中留存下来的一个词“Kakamar”（卡尔迪亚语中对黑海的称呼）却指向了其与印欧语系的关联。

## 相关书籍
- Giorgi Leon Kavtaradze: Probleme der historischen Geographie Anatoliens und Transkaukasiens im ersten Jahrtausend v. Chr., in: Orbis Terrarum 2 (1996) S. 191-216
- David Marshall Lang（英语：David Marshall Lang）,  Грузины. Хранители святынь, Москва. Центрполиграф, 2006. pp. 71–72